# Referendum in Slovenia del marzo 2003
Il referendum in Slovenia del 2003 si è tenuto il 23 marzo e ha avuto ad oggetto l'adesione del Paese all'Unione europea e la NATO.
I votanti sono stati 969.577 su 1.609.587 aventi diritto e la maggioranza ha votato sì in entrambi i quesiti.

## Quesito 1
Il primo quesito del referendum è stato:
(Testo del quesito referendario)

### Livello nazionale
| Preferenza          | Voti      | Percentuale (%) |
| ------------------- | --------- | --------------- |
| Sì                  | 864.542   | 89,61%          |
| No                  | 100.229   | 10,39%          |
| Aventi diritto      | 1.609.587 | 1.609.587       |
| Affluenza alle urne | 969.577   | 60,23%          |

### Per circoscrizioni
| Circoscrizione     | Aventi diritto | Affluenza alle urne (%) | Si      | No     |
| ------------------ | -------------- | ----------------------- | ------- | ------ |
| Kranj              | 195.640        | 127.058 (64,94)         | 114.018 | 11.944 |
| Postojna           | 195.961        | 123.565 (63,06)         | 108.377 | 14.235 |
| Ljubljana-centere  | 195.897        | 123.565 (66,52)         | 119.330 | 10.481 |
| Ljubljana-Bežigrad | 209.117        | 132.746 (63,48)         | 120.013 | 12.117 |
| Celje              | 207.412        | 120.969 (58,32)         | 107.296 | 13.173 |
| Movo Mesto         | 208.064        | 114.606 (55,08)         | 98.065  | 12.815 |
| Maribor            | 208.064        | 114.606 (55,08)         | 101.614 | 12.511 |
| Ptuj               | 204.475        | 109.527 (53,56)         | 95.829  | 12.953 |

## Quesito 2
Il secondo quesito del referendum è stato:
(Testo del quesito referendario)

### Livello nazionale
| Preferenza          | Voti      | Percentuale (%) |
| ------------------- | --------- | --------------- |
| Sì                  | 634,068   | 66,02%          |
| No                  | 326,414   | 33,98%          |
| Affluenza alle urne | 971.249   | 60,23%          |
| Aventi diritto      | 1.613.372 | 1.613.372       |

### Per circoscrizioni
| Circoscrizione     | Aventi diritto | Affluenza alle urne (%) | Si (%) | No (%) |
| ------------------ | -------------- | ----------------------- | ------ | ------ |
| Kranj              | 195.640        | 127.058 (64,94)         | 82.623 | 42.676 |
| Postojna           | 195.961        | 123.565 (63,06)         | 76.629 | 45.137 |
| Ljubljana-centere  | 195.897        | 123.565 (66,52)         | 86.097 | 43.020 |
| Ljubljana-Bežigrad | 209.117        | 132.746 (63,48)         | 87.430 | 40.589 |
| Celje              | 207.412        | 120.969 (58,32)         | 87.430 | 13.173 |
| Movo Mesto         | 208.064        | 114.606 (55,08)         | 74.452 | 36.062 |
| Maribor            | 208.064        | 114.606 (55,08)         | 73.374 | 38.432 |
| Ptuj               | 204.475        | 109.527 (53,56)         | 72.018 | 36.461 |